# Guatteria riparia
Guatteria riparia är en kirimojaväxtart som beskrevs av Robert Elias Fries. Guatteria riparia ingår i släktet Guatteria och familjen kirimojaväxter. Inga underarter finns listade i Catalogue of Life.